# 書きかけの手紙
『書きかけの手紙』（かきかけのてがみ）は日本のシンガーソングライター鬼束ちひろの配信限定シングル。

## 解説
シングルとしては、『End of the world』より約1年3ヶ月振りの発売となる。
ベスト・アルバム『REQUIEM AND SILENCE』からのリカット・シングル。

## 収録曲
1. 書きかけの手紙
編曲：坂本昌之